# Oko (go)
Oko (jap. 眼 Me) – w go oznacza pusty obszar wewnątrz grupy, którego nie da się wypełnić bez zbicia tej grupy. 

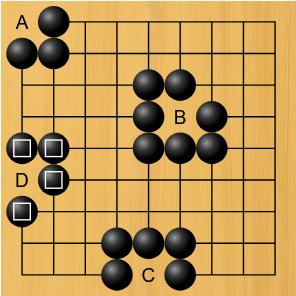
Przykłady oczu oraz jednego fałszywego oka. A, B i C są oczami. D jest fałszywym okiem, gdyż jest możliwe wypełnienie go bez zbijania wszystkich kamieni oznaczonych kwadratami.

Jest to jedno z najważniejszych pojęć w go, ponieważ grup posiadających dwoje oczu nie można zbić - gracz musiałby wypełnić je oba na raz, ale to niemożliwe. Jedno oko daje dużą przewagę podczas wyścigu w łapaniu kamieni (tzw. semeai). 
Często okiem określa się obszar zawierający dokładnie jedno wolne pole, a obszar zawierający wiele wolnych pól nazywa się ocznym (ang. eye space). Czasami też potencjalne oko określa się mianem pół-oka.
Czasem pusty obszar wygląda jak oko, ale w rzeczywistości nim nie jest, gdyż jest możliwe wypełnienie go, bez zbijania wszystkich kamieni, które go otaczają. Taki obszar nazywa się fałszywym okiem. 